# Angiopteris javanica
Angiopteris javanica är en kärlväxtart som beskrevs av Presl. Angiopteris javanica ingår i släktet Angiopteris och familjen Marattiaceae. Inga underarter finns listade i Catalogue of Life.